# 拿森·伊巴謙
耶古保·拿森·伊巴謙（英語：Yakubu Nassam Ibrahim；1997年2月18日—）是一名加納職業足球員，司職翼鋒，現時效力港超球會標準流浪。

## 球會生涯

### 早年生涯
伊巴謙於加納紅牛的足球學校開始足球生涯，他在校際比賽中被該球會的球探所發掘。他在中學時轉投Growlamp足球學院。
他在中學畢業後在PofMade FC開始職業生涯。

### 京都歡迎光臨
2019年1月22日，日本第五級別聯賽關西足球聯賽1部的球會京都歡迎光臨宣布簽入伊巴謙在內的三名加納球員。同年4月14日，他在對陣St.Andrews足球會的聯賽揭幕戰中上演地標戰，並射入首個入球，協助球隊以5–1大勝。
2020年2月10日，伊巴謙與京都歡迎光臨續約一年。2021年2月25日，球會宣布伊巴謙將留效多一年。
2022年2月9日，京都歡迎光臨與伊巴謙達成協議續約一年。同年12月1日，京都歡迎光臨AC宣布伊巴謙將在2022賽季結束後約滿以自由身離隊。

### 標準流浪
2023年2月21日，港超球會標準流浪宣布簽入伊巴謙。五日後，他在對陣晉峰的3–1作客勝仗中上演地標戰，他在比賽尾段後備上陣。同年3月19日，他在對陣深水埗的港超賽事中首次為流浪入球，他在比賽中梅開二度，協助球隊以7–0大勝。流浪在該賽季晉級至足總盃決賽，他在對陣傑志的1–7敗仗中正選上陣，他並未入球。
2023年8月15日，他在流浪對陣海防的亞冠盃外圍賽中正選上陣，但球隊在加時以1–4不敵對手出局。同月27日，伊巴謙在對陣深水埗的9–0大勝中上演帽子戲法。同年12月2日，他在對陣理文的足總盃八強賽事中射入一個倒掛入球，但未能阻止流浪最終以3–4落敗，該入球獲球迷選為12月最佳金球，並在賽季結束獲選為年度最佳金球。
2024年2月1日，他入選了包含港超外援球員的香港隊對陣的友誼賽決選名單。三日後，他在友誼賽的中場後備入替另一外援球員，球隊最終以1–4落敗。同年5月15日，伊巴謙隨隊打入菁英盃決賽，標準流浪憑着伊巴謙在比賽第40分鐘的一記頭槌入球以1–0擊敗傑志奪冠。

### 蘇州東吳
2024年7月12日，中甲球會蘇州東吳宣布簽入伊巴謙。

## 國家隊生涯
2018年12月18日，伊巴謙在對陣多哥的2019年非洲U-23國家盃外圍賽中首次代表加納U23，他在比賽中射入一個入球，協助球隊以5–1勝出。

## 榮譽

### 球會
標準流浪
- 菁英盃：2023–24[21]

### 個人
- 香港年度最佳金球：2023–24[18]

## 外部連結
- Soccerway資料庫：拿森·伊巴謙